# Ново Село Глинско
Ново Село Глинско је насељено мјесто на подручју града Глине, Банија, Република Хрватска.

## Историја
Ново Село Глинско се од распада Југославије до августа 1995. године налазило у Републици Српској Крајини.

## Становништво
На попису становништва 2011. године, Ново Село Глинско је имало 118 становника.
| Националност | 1991.      |
| Хрвати       | 239 (100%) |

| Демографија | Демографија | Демографија |
| Година      | Становника  | Становника  |
| ----------- | ----------- | ----------- |
| 1961.       | 412         |             |
| 1971.       | 325         |             |
| 1981.       | 267         |             |
| 1991.       | 239         |             |
| 2001.       | 132         |             |
| 2011.       |             | 118         |